# Lucian Predescu
Lucian Predescu (n. 27 iulie 1907, Iași, România – d. 12 ianuarie 1983, București, România) a fost un istoriograf, scriitor și publicist român.

## Biografie
Mama sa, Elena Predescu, născută Georgescu, era sora Ioanei Sava. Astfel Lucian Predescu era văr cu Stela Sava. Simpatizant legionar, Predescu a redactat în perioada 1936 - 1939 și publicat în 1940 Enciclopedia României, ca reacție la lipsa unei enciclopedii în care "să pulseze numai energia românească". După instaurarea regimului comunist, Predescu și lucrarea sa au fost supuse cenzurii.
A deținut posturile de bibliotecar și mai apoi pe cea de bibliograf-șef la Academia Română.

## Lucrări publicate
- O controversă literară: Cine e autorul poemei „Cântarea României"?, Iași, 1929;
- Barbu Delavrancea - Viața și opera, ediția I, Editura Cugetarea, București, 1929
- Ioan Creangă - Opere complete, vol. I Viața, vol. II Opera, Editura „Bucovina" I.E. Torouțiu, București, 1932; Editura Cugetarea - Georgescu Delafras, București, 1946;
- „Giorge" Pascu și „Istoria literaturii române" sau O nulitate universitară, Artele Grafice „Datina", Turnu Severin, 1932;
- Diaconu Coresi, București, 1933
- Între nepricepere și știință, Editura Z, București, 1933;
- Panait Cerna - Viața și opera lui, Institutul de artă grafică și Editura Glasul Bucovinei, Cernăuți, 1933: Colecția Cunoștințe folositoare din lumea largă, Seria C, nr. 76, Editura Cartea Românească, București, 1938;
- Vasile Cârlova și Al. Sihleanu, Editura Adeverul, Biblioteca Dimineața, nr. 158, București, 1933
- Din cronicarii români: Grigore Ureche, Eustratie Logofatul, Miron Costin, Editura Adeverul, Biblioteca Dimineața, nr. 159, București
- Istoria literaturii române, ediția I, Editura Socec & Co, București, 1936; ediția a II-a, Editura Cugetarea, București, 1937; ediția a III-a, 1938, ediția  a IV-a, Editura Cugetarea, București, 1939; ediția  a V-a, Editura Cugetarea - Georgescu Delafras, București, 1943; ediția a VI-a Editura Cugetarea - Georgescu Delafras, București, 1946;
- Duiliu Zamfirescu - Viața și opera, Editura Cugetarea – Georgescu Delafras, București, 1937;
- Virgil Leonte: un „medic" fals și o „Enciclopedie a României", București, 1937;
- Doi cronicari moldoveni: Grigore Ureche și Miron Costin, Cunoștințe folositoare din lumea largă, Seria C, nr. 77, Editura Cartea Românească, București, 1939
- Caragiale - Tragicul destin al unui mare scriitor, Editura Cugetarea – Georgescu Delafras, București, 1939 (coautor B. Jordan)
- Enciclopedia României, Editura Cugetarea – Georgescu Delafras, București, 1940; Editura Saeculum I.O., Vestala, București, 1999;
- Alecu Russo, Colecția Scriitori clasici români, Editura Cugetarea – Georgescu Delafras, București, 1942;
- Dragoș Eustație Logofătul, Institutul de arte grafice Presa Bună, Iași, 1943
- Manual de bacalaureat, Editura Cugetarea – Georgescu Delafras, București, 1943 (coautor Ion Dimulescu);